# Hierodula laevicollis
Hierodula laevicollis är en bönsyrseart som beskrevs av Henri Saussure 1871. Hierodula laevicollis ingår i släktet Hierodula och familjen Mantidae. Inga underarter finns listade i Catalogue of Life.